# Maurice Karnaugh
Pour les articles homonymes, voir Karnaugh.
Maurice Karnaugh (prononcé : /ˈkɑɹ.nɔ/), né le 4 octobre 1924 à New York et mort le 8 novembre 2022, est un ingénieur en télécommunications américain. Il a développé la table de Karnaugh aux laboratoires Bell en 1953.
De nationalité américaine, c'est un spécialiste de physique et mathématique logique (algèbre de Boole).

## Biographie
Maurice Karnaugh a obtenu son Ph.D. de physique à l'université Yale en 1952. 
Gouverneur fondateur de l'ICCC (International Council for Computer Communication) en 1972, il en fut secrétaire général de 1973 à 1982, puis vice-président de 1982 à 1986. Enfin, il en est gouverneur émérite depuis 1986.
Il fut chercheur aux Laboratoires Bell de 1952 à 1966.
Il y développe les Tables de Karnaugh en 1954. Cette méthode, utilisée dans le monde entier, permet d'obtenir une équation logique automatiquement simplifiée en utilisant un tableau comportant la valeur logique de la sortie en fonction des valeurs logiques des entrées.
Il fut également chercheur au centre de recherche IBM de New York entre 1966 et 1993. 
Il a travaillé comme professeur d'informatique à l'université polytechnique de New York de 1980 à 1999.
Pour ses travaux sur l'utilisation des techniques numériques en télécommunications, il devint membre de l'IEEE en 1975.